# کوستاس میتروگلو
کونستانتینوس میتروگلو (یونانی: Κωνσταντίνος "Κώστας" Μήτρογλου؛ زادهٔ ۱۲ مارس ۱۹۸۸) بازیکن فوتبال اهل یونان است.
وی برای تیم ملی فوتبال یونان ۶۵ بازی انجام داده و ۱۷ گل به ثمر رسانده‌است. پست تخصصی این بازیکن نیز، مهاجم است.